# Técnica Pasha
Pavel Nikolayevich Ivlev (1 de julio de 1984 - 5 de abril de 2025), conocido por su nombre artístico Pasha Technique, fue un artista de hip-hop y productor musical ruso.
Ivlev fue uno de los fundadores del grupo Kunteynir  y era conocido por su trabajo y comportamiento provocadores. Entre los temas principales de su obra estaban la drogadicción, el nacionalismo y la comedia negra. Se le consideraba uno de los raperos más importantes de la escena hip-hop underground de Rusia. En 2010, Pitchfork publicó un artículo sobre la escena electrónica de Moscú, donde Kunteynir fue calificado como una "leyenda underground" y el álbum Five Years como una obra maestra. El ex editor de The Flow y Rap.ru Nikolai Redkin describió a Technique de mediados de la década de 2000 como "un amante de la música muy erudito y muy escuchado que disfrutaba de la música nueva y era muy versado en el hip-hop no convencional".
A partir de finales de la década de 2010, ganó popularidad en los medios y apareció en numerosos programas de Internet, y citas de estos se convirtieron en memes.